# Kazuaki Koezuka
Kazuaki Koezuka (肥塚 一晃, Koezuka Kazuaki) est un footballeur japonais né le 10 février 1967.

## Biographie
Koezuka a étudié au Lycée Shimizudani.
Kazuaki Koezuka joue en faveur du Gamba Osaka puis du Kyoto Purple Sanga.
Il dispute 57 matchs en première division japonaise, inscrivant trois buts.